# Dykarkniv

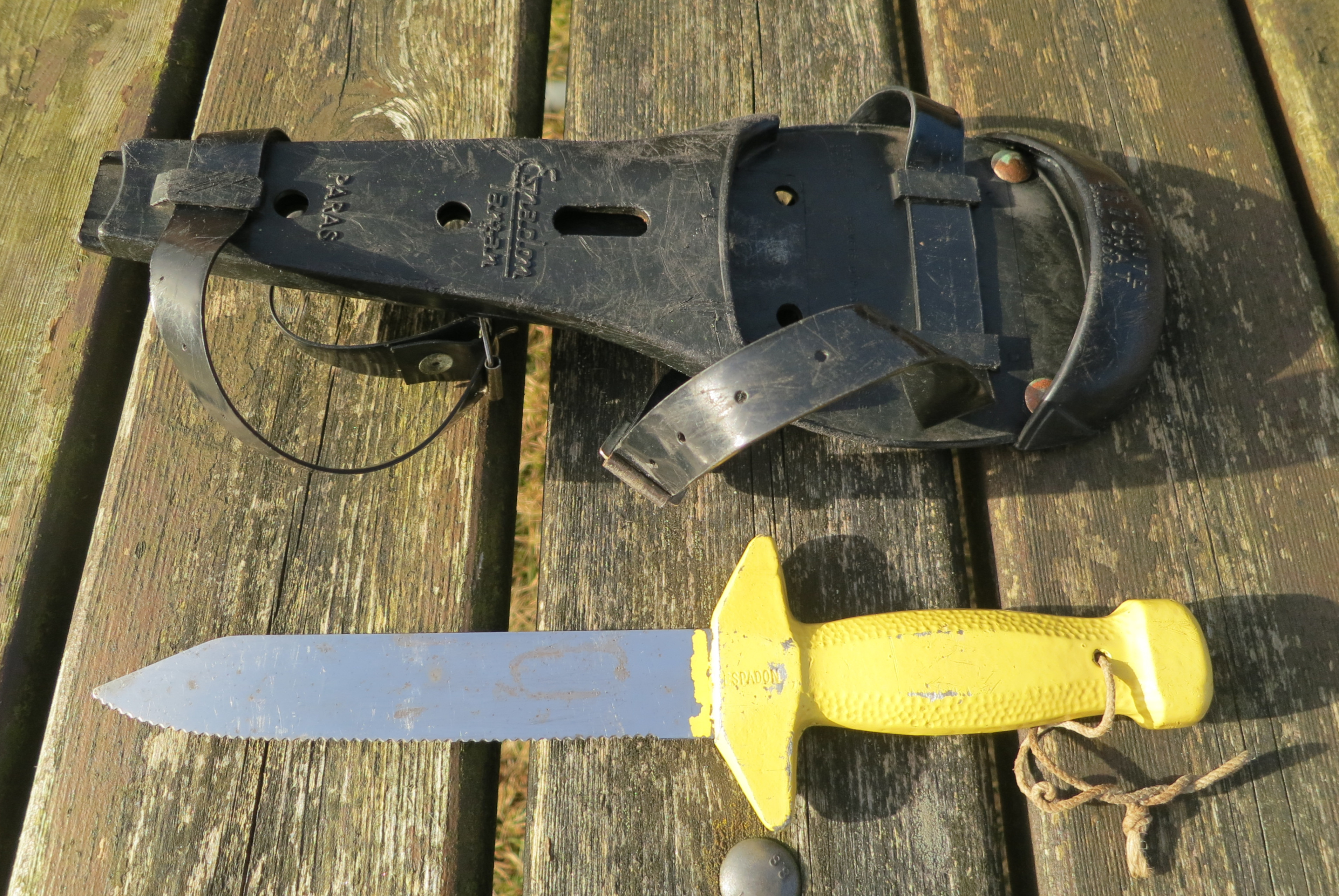
Den benburna, sågtandade franska dykarkniven Espadon Tarzan från 1960-talet

Dykarkniv är en oftast rostfri kniv som används som säkerhetsredskap och verktyg vid dykning. Kniven fästs på benet eller armen och kan användas till att gräva med eller skära loss sig från fisknät, linor och liknande. Det går också att använda kniven till att ta kontakt med andra dykare genom att knacka kniven mot flaskan, vilket ger ett ljud som hörs lång väg under vattnet. Kniven är oftast dubbeleggad en bit och sågtandad resten på ena sidan.